# 雲渓区
雲渓区（うんけい-く）は中華人民共和国湖南省岳陽市に位置する市轄区。1984年4月6日、中国国務院に批准し、岳陽市北区として設立。1996年3月16日、国務院批准において、雲渓区と改名することに同意し、同年6月正式に雲渓区となる。

## 行政区画
- 街道：雲渓街道、長嶺街道、松楊湖街道
- 鎮：陸城鎮、路口鎮